# Игуманија Јефимија (Мићић)
Јефимија (световно Богиња Мићић; Крупањ, 5. јануар 1896 — Манастир Раваница, 3. август 1958) била је српска монахиња и прва схи-игуманија Манастира Раванице.

## Биографија
Схи-игуманија Јефимија (Мићић) рођена је 5. јануара 1896. године у Крупњу. Њени родитељи су били досељеници из Херцеговине. Дали су јој име Богиња. У Крупњу је завршила основну и средњу занатску школу. По смрти родитеља Богиња се настанила у Београду код браће професора и ту заправо почиње њена љубав према Богу.
После дванаест година преданог рада у благо устројству Богомољачког покрета, ступа у Манастир Дивљане код Беле Паланке код игуманије Диодоре, у ком је живела испосничим животом и замонашила се под именом Евгенија. Пошто су јој се придружиле још три сестре из Богомољачког покрета, прима на управу Манастир Темску код Пирота 1932. године. У овом манастиру је примила малу схиму са именом Јефимија.
Мати Јефимија је са целим сестринством које се брзо увећавало, добила на управу Манастиру Ковиљ код Новог Сада 1933. године. У манастиру Ковиљу, за осам година колико је тамо провела, сестринство са својом духовном мајком доживљава процват у сваком смислу који је за једну монашку обитељ потребан.
После једногодишњег избегличког странствовања сестре су се са Мати Јефимијом поново окупиле у Манастиру Свете Петке у Извору код Параћина, сестринство долази у манастир 31. маја 1942. године.
После рата и одласка избегличке деце, манастир прима на смештај тридесет шест тешко ометене болесне женске деце и то 5. фебруара 1946. године. То је још једна велика прекретница у животу сестринства, као и примање на управу Манастира Раванице 31. октобра 1946. године. Манастир Раваницу, са више земље и бољим условима за развој, мати Јефимија са својим сестрама је убрзо подигла и у духовном и у економском смислу.
Изнирена тешким болестима, страдањима и тешким животом, схи-игуманија Јефимија је уснула у Господу 3. августа 1958. године у Манастиру Раваници. Сахрањена је у порти манастира и њен гроб монахиње чувају са највећим молитвеним поштовањем.